# دانائية
دانائية أو داناي (سُمي الجنس على شخصية أسطورية يونانية) (الاسم العلمي: Danae)، جنس حشرات خنفسية من فصيلة السحبيليات. يشتمل الجنس على أكثر من 90 نوعًا، يوجد نوع واحد في أمريكا الشمالية، ونحو 10 في آسيا، والباقي في إفريقيا.

## الأنواع
تنتمي هذه الأنواع الـ 97 إلى جنس الدانائية
- Danae abdominalis Weise, 1903 - كينيا، تنزانيا، أوغندا
- Danae aetha Strohecker, 1962 - غانا، الكونغو، الكونغو الديمقراطية
- Danae algoensis (Gorham, 1905 - جنوب إفريقيا
- Danae androgyna Strohecker, 1974 - زامبيا، تنزانيا ، موزمبيق، جنوب إفريقيا، الكونغو الديمقراطية
- Danae antennata Strohecker, 1962 - الكونغو الديمقراطية
- Danae armata Arrow, 1920 -غانا، نيجيريا، مالاوي، الكونغو، الكونغو الديمقراطية
- Danae arrowi Strohecker, 1952 - الكونغو الديمقراطية
- Danae ascipes Strohecker, 1957 - الكونغو
- Danae atrimembris Pic, 1946 - كينيا
- Danae atronotata Pic, 1922 - كمبوديا
- Danae attenuatus Strohecker, 1962 - الكونغو الديمقراطية
- Danae augusticlava Strohecker, 1953 - الكونغو
- Danae babaulti Pic, 1922 - كينيا، تنزانيا، أوغندا
- Danae borneensis Strohecker, 1979 - بورنيو
- Danae brevicollis Strohecker, 1959 - تنزانيا، الكونغو الديمقراطية
- Danae calcarata Arrow, 1936 -جنوب إفريقيا
- Danae capnicera Strohecker, 1953 - الكونغو الديمقراطية، الكونغو
- Danae caprella Strohecker, 1949 - الكونغو الديمقراطية
- Danae castanea Sasaji, 1978 - اليابان
- Danae cavicollis Arrow, 1920 - زامبابوي، جنوب إفريقيا، الكونغو الديمقراطية
- Danae chappuisi Pic, 1946 - كينيا
- Danae chinensis Strohecker, 1951
- Danae foveata < osmall>Strohecker, 1953 -الكونغو
- Danae foveicornis Strohecker, 1957 - كينيا، تنزانيا، أوغندا
- Danae gazella Strohecker, 1973 - الكونغو الديمقراطية، الكونغو
- Danae gestroi Strohecker, 1967 - الكونغو
- Danae globifera Strohecker, 1953 - الكونغو
- Danae goffarti Pic, 1945 - رواندا، بورندي، الكونغو الديمقراطية
- Danae gracilis Strohecker, 1952 - الكونغو الديمقراطية
- Danae gracillima Strohecker, 1968 - ساحل العاج
- Danae heliobleta Strohecker, 1953 - الكونغو
- Danae hirsutipes Strohecker, 1979 - بورنيو
- Danae incerta Strohecker, 1962 - غانا، الكونغو الديمقراطية
- Danae incisa Strohecker, 1962 - الكونغو الديمقراطية
- Danae indefinita Strohecker, 1957 - الكونغو
- Danae jeanneli Pic, 1946 - كينيا
- Danae jucunda Arrow, 1936 - إثيبويا
- Danae latipes Strohecker, 1954 - الكونغو الديمقراطية
- Danae leona Strohecker, 1962 - الكونغو الديمقراطية
- Danae longa Strohecker, 1957 - كينيا
- Danae longicornis Arrow, 1920 - جنوب إفريقيا
- Danae longipennis Strohecker, 1953 - الكونغو
- Danae macra Strohecker, 1952 - الكونغو الديمقراطية
- Danae masculina Strohecker, 1957 - أوغندا، الكونغو الديمقراطية
- Danae microdera Arrow, 1936 - السودان
- Danae natalensis (Gerstaecker, 1858) - زمبابوي، جنوب افريقيا
- Danae nigrosignata Strohecker, 1944 - جاوة
- Danae nimbensis Villiers, 1954 - الكونغو الديمقراطية
- Danae orientalis (Gorham, 1873) - اليابان
- Danae ornata Arrow, 1925 - الهند
- Danae ovata Arrow, 1948 - .زمبابوي، جنوب إفريقيا، الكونغو الديمقراطية
- Danae parallela Strohecker, 1959 - تنزانيا، كينيا، الكونغو الديمقراطية
- Danae parvicornis Strohecker, 1952 - الكونغو الديمقراطية
- Danae parvidens Strohecker, 1953 - رواندا، الكونغو
- Danae pulchella Gestro, 1895 - كينيا، تنزانيا، أوغندا
- Danae pusilla Strohecker, 1957 - كينيا
- Danae pygmaea Strohecker, 1957 - الكونغو
- Danae recta Strohecker, 1973 - الكونغو الديمقراطية، الكونغو
- Danae ruficornis Pic, 1945 - زمبابوي، كينيا، الكونغو
- Danae rufipes Pic, 1946 - كينيا
- Danae rufula Reiche, 1847 - إثيوبيا
- Danae seminicornis Strohecker, 1952 - الكونغو الديمقراطية
- Danae senegalensis (Gerstaecker, 1858) - السنغال، بنين، مالاوي، الكونغو الديمقراطية
- Danae sericea Arrow, 1925 - الهند
- Danae shibatai Nakane, 1958 - اليابان
- Danae sibutensis Pic, 1921 - جمهورية إفريقيا الوسطى
- Danae similis Weise 1903 - إفريقيا الجنوبية
- Danae simplex Strohecker, 1962 - الكونغو الديمقراطية
- Danae subcurvipes Pic, 1946 - كينيا
- Danae taiwana Chûjô, 1938 - تايوان
- Danae testacea (Ziegler, 1845) - الولايات المتحدة، كندا
- Danae tibialis Arrow, 1920 - كينيان مالاوي
- Danae tournieri Villiers, 1954 - Dالكونغو الديمقراطية
- Danae trigona Strohecker, 1962 - الكونغو الديمقراطية
- Danae turneri Arrow, 1948 - جنوب إفريقيا
- Danae uelensis Strohecker, 1974 - الكونغو الديمقراطية
- Danae valga Strohecker, 1952 - الكونغو الديمقراطية
- Danae venustula Gestro, 1895 - تنزانيا
- Danae weisei Strohecker, 1954 - الكونغو الديمقراطية

## للاستزادة
- Arnett، R. H., Jr.؛ Thomas، M. C.؛ Skelley، P. E.؛ Frank، J. H.، المحررون (21 يونيو 2002). American Beetles, Volume II: Polyphaga: Scarabaeoidea through Curculionoidea. CRC Press LLC, Boca Raton, Florida.{{استشهاد بكتاب}}:  صيانة الاستشهاد: أسماء متعددة: قائمة المحررين (link)
- Arnett، Ross H. (30 يوليو 2000). American Insects: A Handbook of the Insects of America North of Mexico. CRC Press. ISBN:978-0-8493-0212-1.
- White، Richard E. (1983). Peterson Field Guides: Beetles. Houghton Mifflin Company.